# Vladimir Kappel
Vladimir Oskarovich Kappel ( em russo:  Влади́мир О́скарович Ка́ппель , 28 de Abril [Calend. juliano: 16 de Abril] 1883 – 26 de janeiro de 1920) foi um líder militar russo branco.

## Vida pregressa
Kappel nasceu em uma família sueco-russa. Se formou no Corpo de Pajens de São Petersburgo e, em seguida, na Escola de Cavalaria Nicolau I e na Academia Militar Imperial Nicolau I

## Primeira Guerra Mundial e Guerra Civil
Durante a Primeira Guerra Mundial, ele foi Chefe do Estado-Maior do 347º Regimento de Infantaria e oficial do Estado-Maior do Primeiro Exército. Em fevereiro de 1915, ele foi transferido para a frente na sede da Quinta Divisão dos cossacos do Don. Ele permaneceu nesse cargo até ser promovido ao posto de capitão do estado-maior.
Ele participou do planejamento da Ofensiva Brusilov, a ofensiva russa de maior sucesso na guerra.
Em 15 de agosto de 1916, Vladimir Kappel foi nomeado tenente-coronel e nomeado subchefe do Escritório de Operações da Sede para a frente sudoeste .
Embora ele fosse um monarquista autodeclarado, Kappel disse que lutaria sob qualquer bandeira contra os bolcheviques. Os soldados de Kappel eram conhecidos em russo como kappelevtsy (каппелевцы).
Após a Revolução Bolchevique, Kappel comandou o grupo do Exército Branco de Komuch (Exército do Povo de Komuch) (junho-setembro de 1918) e de dezembro de 1919 a frente oriental das forças de Aleksandr Kolchak, participando da ofensiva da primavera de 1919 que tinha como objetivo tomar Moscou .
Apesar de sua patente, o jovem oficial costumava ser visto com granadas e revólveres no cinto junto aos seus homens na frente de batalha,além de viver o mais próximo que podia com os seus soldados, o que lhe valeu a reputação de Soldado-General e o tornou um dos Generais Brancos mais populares entre os soldados rasos. Ele insistia em armar todos os seus funcionários e frequentemente carregava seu rifle para as sessões de planejamento. Sua idade relativamente jovem também contribuiu para sua reputação de general eficaz.
Com grandes sucessos em suas operações nos arredores da cidade de Samara Kappel é apelidado de "pequeno napoleão" pelos bolcheviques. Por conta disso uma recompensa de 50.000 rublos é posta por sua cabeça, insatisfeito com o baixo valor por sua captura Kappel diz aos seus homens "Estou decepcionado pelo baixo valor que os bolcheviques botaram em nós, mas logo os faremos abrir suas carteiras"
Apesar da destreza militar de Kappel e suas tropas, a ofensiva da Primavera falhou: suas linhas de suprimento estavam excessivamente estendidas, suas tropas eram escassas, a falta de munição era comum e o Exército Vermelho estava sendo reorganizado e fortalecido. Como várias revoltas causaram a desintegração da retaguarda do Exército, Kolchak foi capturado por aliados dos soviéticos. Kappel e seus Kappelevtsy, portanto, iniciaram uma marcha forçada pelo inverno siberiano, a Grande Marcha do Gelo da Sibéria, semelhante ao que o Exército Voluntário fez em 1918, a Marcha do Gelo de Kuban .
Durante a marcha, em 15 de janeiro de 1920, Kappel soube da captura de Kolchak. Pouco depois ele caiu no gelo ao cruzar o rio Kan, piorando sua saúde já frágil. Por causa do congelamento, os dedos da mão direita tiveram que ser removidos junto com o pé esquerdo, sem anestésicos . Após esta amputação, no entanto, sua saúde não melhorou. Ainda avançando em direção a Irkutsk para resgatar Kolchak, as tropas do General capturaram Nizhneudinsk no dia 20. Ambas as pernas de Kappel estavam congeladas e ele estava morrendo de tifo.
Nas palavras de seu colega e amigo, A.A. Fedorovich:
" Ele cerrou os dentes para não gritar de dor. O general foi içado e preso a seu cavalo com o que sobrou de suas mãos e corpo. Vladimir saúda aqueles que não largaram as armas. E ele só para à noite. "
No dia 21, Kappel entregou o comando de suas tropas ao general Sergei Wojciechowski devido a sua saúde debilitada. Ele também enviou à esposa sua aliança de casamento e uma de suas Cruzes de São Jorge . No dia 22, à beira da morte, Kappel ordenou que suas tropas acelerassem sua marcha em direção a Irkutsk, para salvar as reservas de ouro, e o almirante Kolchak da execução. No dia 26, Kappel morreu de suas doenças perto de Tulun, a cerca de 350 km de Irkutsk. Suas últimas palavras foram: "Diga aos meus homens que eu os amei, e que minha morte no meio deles é prova disso."
Seu comando foi oficialmente entregue ao general Sergei Wojciechowski, que continuou o avanço em direção a Irkutsk. Os homens de Kappel, levaram seu caixão com eles (para evitar a profanação de seu corpo, como com outros locais de sepultamento dos generais brancos), chegaram à cidade em 5 de fevereiro. Kolchak, entretanto, foi executado no mesmo dia, poucos momentos antes que os brancos pudessem alcançá-lo. Eles então continuaram sua retirada em direção a Chita, terminando sua Grande Marcha do Gelo Siberiana lá. Com a causa branca em seus últimos dias os homens de Kappel fogem para a Manchúria e o enterram em Harbin.

## Legado
A tumba de Kappel em Harbin, China, foi demolida em 1955, quando Mao Zedong assumiu o poder na China. Em 19 de dezembro de 2006, os restos mortais de Kappel foram identificados e transportados para da China para Irkutsk. Em 13 de janeiro de 2007, os restos mortais de Vladimir Kappel foram enterrados no Monastério Donskoy em Moscou.

## honrarias
- Ordem de Santo Estanislau, 3ª classe (11 de abril de 1910), com espadas e arco (10 de fevereiro de 1916), 2ª classe com espadas (7 de junho de 1915)
- Ordem de Santa Ana, 3ª turma (8 de maio de 1913 - para a conclusão com sucesso da Academia de Estado-Maior Geral de Nicholas), com espadas e arco (25 de abril de 1915), 2ª turma com Espadas (7 de junho de 1915), 4ª turma com a inscrição "For Bravery" (27 de janeiro de 1916)
- Ordem de São Vladimir, 4ª classe com espadas e arco (1 de março de 1915)
- Ordem de São Jorge, 4ª classe (22 de junho de 1919), 3ª classe (11 de setembro de 1919)
- Gratidão do Governante Supremo e Comandante Supremo (14 de fevereiro de 1919)